# Kosy (herb szlachecki)
Kosy – polski herb szlachecki.

## Opis herbu
Opis zgodnie z klasycznymi regułami blazonowania:
W polu czerwonym dwie kosy srebrne, w słup ostrzami do siebie, skrzyżowane w dole. Nad tarczą korona szlachecka. Nad nią hełm. W klejnocie nad hełmem w koronie pięć piór strusich srebrnych.

## Herbowni
Alejewicz, Alijewicz, Aljewicz, Kosacz, Szembek